# François Garas
François Garas (Saint-Chamond, 1866 – Saint-Chamond, 1925) è stato un architetto francese.
Allievo di Paul Blondel, insieme a Henri Sauvage, Gabriel Guillemonat e Henry Provensal, espose alla galleria d'arte Le Barc de Boutteville a Parigi nel 1896.
I suoi lavori, impregnati di utopica immaginazione e mai realizzati, avevano lo scopo di formare una stretta correlazione tra anima individuale e spirito universale.
Garas non praticó mai il mestiere di architetto considerandolo troppo pragmatico; mise fine alla sua carriera di architetto teorico nel 1913 per andare a lavorare nella fabbrica di mattoni fondata dal padre.

## Opere
Il Museo d'Orsay conserva un'importante raccolta dei suoi disegni e dei suoi progetti di templi.